# Gustav Bogislav von Münchow
Gustav Bogislav von Münchow (né le 10 septembre 1686 à Kosemühl, province de Poméranie et mort le 20 juin 1766 à Berlin) est un général royal prussien. Münchow est déjà l'un des conseillers amicaux de Frédéric II lorsqu'il est prince héritier. Dans les premières années du gouvernement de Frédéric, il se fait non seulement un nom en tant que commandant de troupe et confident diplomatique, mais aussi pour l'amélioration du système hospitalier prussien.

## Biographie

### Origine et jeunesse
Gustav von Münchow est le fils de Bernhard Christian et de Clara Erdmuthe von Münchow, née von Wobeser (de) et veuve von Ramel (de). Le père est seigneur de Kosemühl, cornette brandebourgeois  dans ses jeunes années et, lorsque le prince héritier Frédéric y est fait prisonnier en 1732-1733, président de la chambre à Custrine.
En 1701, Gustav von Münchow rejoint le régiment Hesse-Cassel du prince héréditaire Frédéric, gendre du roi de Prusse Frédéric, en tant que junker. L'année suivante, le prince héréditaire en fait son gentilhomme de la chambre.

### Officier en Prusse sous FrédéricIeret le roi soldat
En 1703, Münchow est transféré au 10e régiment d'infanterie (de) "prince héréditaire de Hesse". Lorsqu'il est promu sous-lieutenant en 1707, il rejoint le 19e régiment d'infanterie "margrave Charles". Dans la Guerre de Succession d'Espagne, il combat dans le contingent prussien du côté impérial dans les batailles de Malplaquet et de Ramillies. Capitaine d'état-major depuis 1710, il participa au siège de Stralsund en 1715 lors de la Grande guerre du Nord. En septembre 1715, il reçoit une compagnie comme capitaine et devient major en octobre 1717. Lieutenant-colonel depuis 1724, il commande le 25e régiment d'infanterie "Kalckstein" à partir de février 1728. En mai 1735, le roi Frédéric-Guillaume Ier promeut Münchow au ran de colonel.

### Confident et général de Frédéric II
Depuis les années de Custrine, Frédéric II a inclus dans ses relations amicales avec Bernhard von Münchow, son supérieur, quartier-maître et bienfaiteur de l'époque, sa famille et son fils Gustav. Peu après son accession au trône, il lui confia le 1er juin 1740 le poste de chef du 36e régiment d'infanterie nouvellement créé. Le 7 juin 1740, Frédéric envoie le colonel Münchow à Vienne avec la nouvelle de l'accession au trône de l'empereur Charles VI. Compte tenu des relations tendues avec la cour de Vienne, aucune négociation n'est à l'ordre du jour et Münchow, contrairement aux envoyés à Londres et à Paris, voyage probablement sans instructions particulières. Lorsqu'en août 1740, la cour impériale, devient agitée en raison de l'activité diplomatique de la Prusse, veut se renseigner à Berlin par l'intermédiaire de l'envoyé, le comte Batthyány, la mission de Münchow prend de l'importance dans la mesure où elle donne à Frédéric l'occasion d'accueillir Batthyány avec la même froide condescendance que celle dont Münchow a fait l'objet à Vienne trois semaines auparavant
Lors de la première guerre de Silésie qui débute peu après, Münchow prend en charge en mai 1741 la supervision des hôpitaux militaires prussiens installés dans la ville neutre de Breslau après la bataille de Mollwitz. Ceux-ci se trouvent jusqu'alors dans un état négligé et désordonné. L'amélioration la plus importante de Münchow est, sur ordre du roi, le traitement et les soins séparés des malades et des blessés, ce qui réduit considérablement le risque de contagion. Frédéric décore Münchow de l'ordre Pour le Mérite pour ses succès en juillet 1742 et le promeut major général en septembre 1742.
Pendant la Seconde guerre de Silésie, Münchow participe aux sièges de Prague en septembre 1744 et de Cosel et à la bataille de Hohenfriedberg. Il y occupe la position sur l'aile gauche de la première rencontre avec les 22e régiment d'infanterie Borcke (de), 30e régiment d'infanterie Jeetze (de) et 7e régiment d'infanterie Bevern contre des effectifs supérieurs jusqu'à ce que l'attaque des dragons de Bayreuth décide la bataille en faveur de la Prusse. Pour cela, Friedrich le promeut le 15 juillet 1745 au grade de Generalleutnant. En décembre 1745, le roi lui décerne l'ordre de l'Aigle noir pour son service dans la bataille de Kesselsdorf. En août 1747, il devient gouverneur de Spandau.
Au début de la guerre de Sept Ans, Frédéric II le nomme commandant par intérim de la forteresse de Glogau en août 1756. Münchow exerce cette fonction jusqu'en janvier 1758. Il meurt à Berlin en 1766 et fut enterré dans l'église de la garnison.

### Bénéfices et honneurs
Exfiltré le 20 avril 1720, il devient chevalier de l'ordre de Saint-Jean. Il est affecté à la commanderie de Lagow, qu'il obtient en 1765 en tant que véritable commandeur, mais qu'il cède au lieutenant-colonel Friedrich Wilhelm von Pannewitz en raison de son grand âge.
Frédéric II le dote, la première année de son règne, d'un poste de chanoine de la cathédrale de Magdebourg en octobre 1740 et, en février 1746, en remerciement de ses « loyaux et bons services », du poste de sénéchal de Cranenburg et Düffel (de). En 1752, il est nommé doyen de la cathédrale Saint-Sébastien de Magdebourg.
Outre les noms d'autres contemporains associés au roi, celui de Münchow figure également sur le socle de la statue équestre de Frédéric le Grand à Berlin.

## Famille
Gustav von Münchow est marié deux fois. Il a un fils et deux filles avec Antoinette Philippine von Borstell (née le 20 février 1701 et morte le 5 septembre 1730 à Berlin). Münchow ne destine pas son fils Friedrich Wilhelm (mort en 1741) à devenir officier, au grand dam de Frédéric II. Il devient chancelier de l'ordre de Saint-Jean . Sa fille Antoinette Katharina (née le 24 août 1730) se marie avec Ludwig Clamor de la Chevallerie, le fils du général Ernst August de la Chevallerie von la Motte. La seconde fille Wilhelmine Dorothea se marie avec Alexander Christoph von Münchow (1726-1806), seigneur de Zülchow.
Gustav se marie le 14 juin 1732 avec Sophie Elenore von Schwerin (de) (née le 13 avril 1706 à Rehberg et morte le 16 juillet 1769 à Berlin), inhumé dans l'église de la garnison de Berlin. Elle est la sœur du général Philipp Bogislav von Schwerin (de). Ce mariage reste sans enfant.